# الجمعية اللبنانية لعلم الاجتماع
الجمعية اللبنانية لعلم الاجتماع - واحدة من الجمعيات اللبنانية، وهي منظمة غير حكومية متخصصة في علم الاجتماع، وتعني بالبحث العلمي
الاجتماعي، تأسست بمبادرة من بعض أعضاء هيئة التدريس بالجامعات اللبنانية عام 1993م.

## أنشطة الجمعية
تقوم الجمعية اللبنانية لعلم الاجتماع بالعديد من الأنشطة؛ لتحقيق أهدافها المعلنة، والتي تتمثل في حزمة من البرامج وورش العمل وأنشطة أخري متنوعة، يمكن عرضها في التالي:
- برنامج جسور للباحثين الشباب، وهو برنامج خدمي يستهدف فئة الباحثين الشباب لمساعدتهم علي تركيز معارفهم العلمية، وذلك من خلال مناقشة أعمالهم البحثية المنجزة أو قيد الإنجاز مع باحثين من مؤسسات بحثية وطنية وإقليمية ودولية. من خلال حلقة نقاش حول مشروع بحثي أو مشروع مقالة علمية أو حتى بحث منجز يقدمه الباحث لتتم مناقشته من قبل باحث أو إثنين آخرين من ذوي الاختصاص. حضوريًا كان أم افتراضيًا. وكل ذلك يعمل على تهيئة بنية أكاديمية ومعرفية، من شأنها تبادل المعارف والخبرات بين الجمعية وباحثيها من جهة، والمؤسسات البحثية من جهة أخرى.[3]
- ورش العمل والندوات، حيث تقوم الجمعية بعقد العديد من الندوات وورش العمل في حقل علم الاجتماع والدراسات المتعلقة به، وعقدت الجمعية بالفعل العديد من هذه الورش، وقد تنوعت القضايا المطروحة، والتي طالت مختلف القطاعات والمواضيع الاجتماعية والاقتصادية والسياسية والعلمية. ونذكر من بينها: تدريس العلوم الاجتماعية في العلم العربي، لبنان والجزائر أنموذجًا، الندوة الدولية الأفتراضية حول التعليم عن بعد " تجارب من دول عربية متنوعة تشمل لبنان والأردن ومصر والعراق والسودان[4] كما نظّمت الجمعية اللبنانية لعلم الاجتماع بالتعاون مع الجمعية الدولية لعلم الاجتماع، ومعهد عصام فارس للسياسات العامّة للشؤون الدولية ومنصّة أثر، باكورة الورش التدريبية من السلسلة المقرّرة حول “أُسُس الكتابة الأكاديمية في العلوم الاجتماعية” والمتوافقة مع بروتوكولات النشر في المجلاّت العلمية العالمية. قدّم ورشة العمل رئيس الجمعية الدولية لعلم الاجتماع البروفسور ساري حنفي، وحضرها بالإضافة إلى أعضاء الهيئة الإدارية في الجمعية اللبنانية لعلم الاجتماع، جمع كبير من الباحثين، وطلاّب الدراسات العليا، والطلاّب الراغبين في الاطلاع على أحدث المعايير لنشر أبحاثهم في مجلاّت علمية.[5]
- مناقشة الكتب والأطروحات، ويشكل هذا النشاط حيزا مهما من أنشطة الجمعية، وهو نشاط على جانب من الأهمية، يساهم في تحقيق الجمعية لأحد أهدافها، ويفسح المجال أمام الباحثين والأعضاء والطلاب للتفاعل والمناقشة والتعرف على الإنتاج البحثي. وأهمية هذا النشاط تكمن في تشجيع الحوار والنقاش العلمي بين الاعضاء وتطوير معرفتهم بالاختصاص. ومن صور هذا النشاط مناقشة كتاب" نساء لبنان في سلك القضاء : تعزيز السائد وإهمال الهوامش" ، كتاب" الإسلاموفوبيا ولبنان: المسلمات ظاهراً والكولوتيالية"[6] مناقشة حول كتاب "دليل أكسفورد لعلم اجتماع الشرق الأوسط"، شارك فيها أساتذة جامعيون وباحثون ومهتمون، بالإضافة الى طلاب دراسات عليا من معهد العلوم الاجتماعية في الجامعة اللبنانية وطلاب من الجامعة الأميركية.[7]